# San Gervasio (sito archeologico)
San Gervasio è un sito archeologico costruito dalla civiltà Maya, situato nel centro dell'isola di Cozumel, presso la costa nord-orientale della penisola dello Yucatán. Le rovine furono un centro religioso dedicato a Ix Chel, la Dea della Luna. La gente Maya visitava il luogo periodicamente per portare doni e offerte.
Quando i conquistadores spagnoli arrivarono intorno al 1520, il sito era già abbandonato da tempo.  La maggior parte delle strutture possiede dei muri interni in pietra e alcune colonne esterne. La maggior parte delle fondamenta è stata consumata e distrutta con il passare del tempo in quanto erano costruite con legno e canne; molte case di questo tipo circondavano la Plaza Central.

## Costruzioni

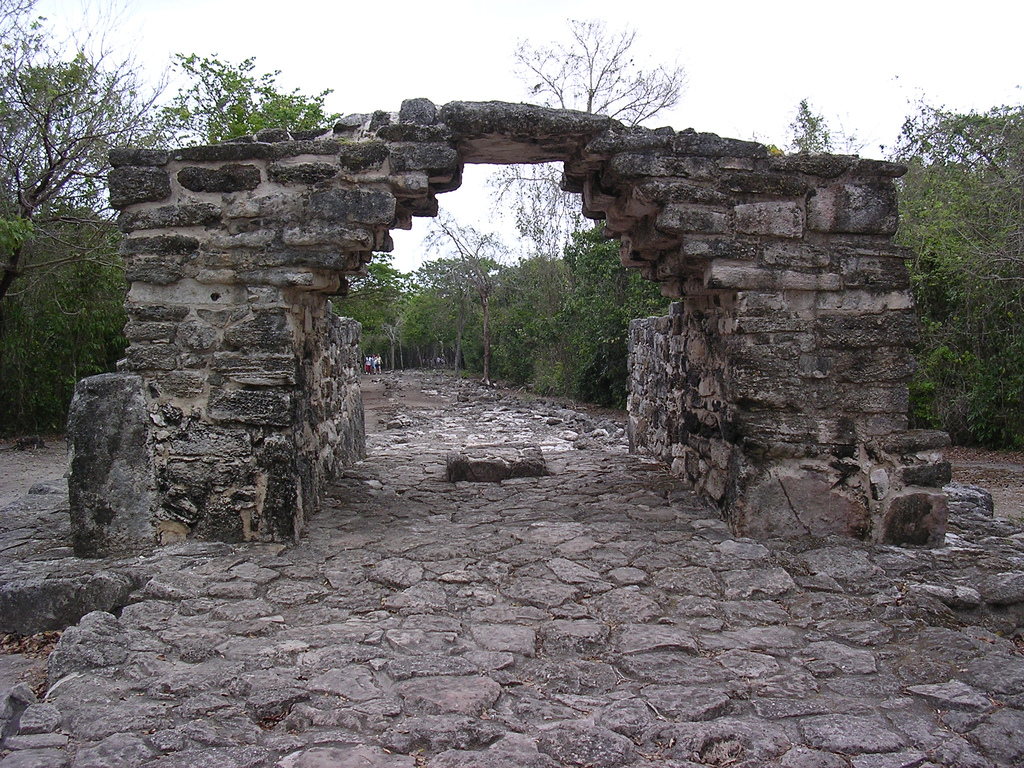
El Arco

Il sito ospita molte costruzioni rimaste generalmente intatte.
La Manita (Piccola mano) venne costruita intorno al 1000-1200 nella parte più meridionale del sito. Fu probabilmente la casa del signore Ah Huneb Itza di Cozumel. Il nome della costruzione è ispirato dalle impressioni sulle mura interne di colore rosso, che somigliano al palmo di una mano.

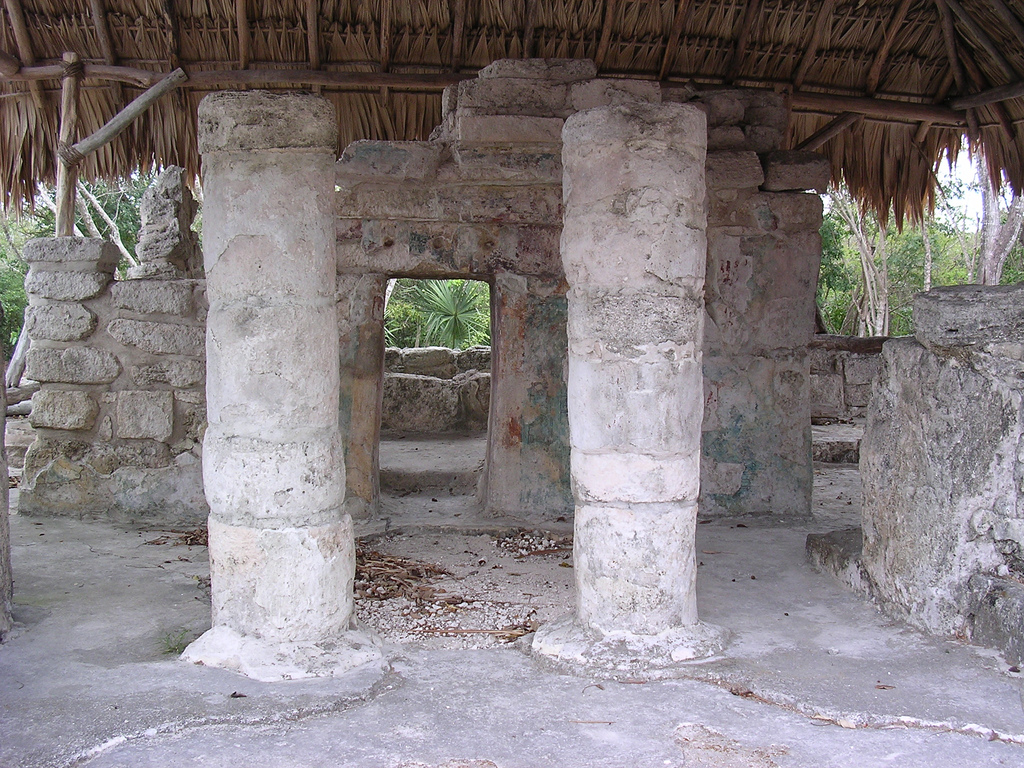
La Manita di San Gervasio

Il Chi Chan Nah venne costruito vicino alla Manita, ed è la costruzione più piccola del sito. Lo scopo del Chi Chan Nah fu quello di funzionare come camera per l'inceneritura dei corpi dopo la morte e prima della sepoltura. Vi sono dei segnali sulla tombe, che indicano probabilmente i posti in cui vennero sepolti i corpi dei membri della famiglia che risiedeva nella Manita.
Il Ka'na Nah (casa alta) è la costruzione di maggiori dimensioni del luogo, costruita tra il 1200 e il 1650. Situata nella parte più a nord del sito, fu il luogo in cui i Maya rendevano onore alla dea Ix Chel.
El Arco (l'arco) venne costruito nel periodo post-classico tra il 1200 e il 1650 nella zona a nord-est rispetto alla Plaza Central, nord-ovest rispetto alle Manitas e Chi Chan Nah. L'arco è il punto di entrata principale della Plaza Central e appare come un semplice arco alto circa un metro e mezzo.
La Plaza Central (piazza centrale), costruita nel periodo post-classico tra il 1200 e il 1650, è costituita da diverse piccole costruzioni di forma squadrata. La costruzione maggiore di esse era la casa di una nobile e ricca famiglia. Le altre servivano come casupole per immagazzinare il cibo.
Il Nohoch Nah (casa grande), costruito tra il 100 e il 1650, è una costruzione circolare che possiede ancora il tetto e una grande stanza centrale. È la costruzione meno danneggiata e meglio preservata del sito, tanto più che si può notare la colorazione ocra, rossa e blu presente sui muri interni.
Il Murcielagos (struttura dei pipistrelli), costruito tra il 600 e il 1000, contiene un numero di piccole costruzioni sull'altura di una piccola collina di roccia. Questa fu la prima costruzione in pietra creata nel sito, e funzionava come magazzino per viveri, residenza di una famiglia ricca, e di santuario dove onorare la dea Ix Chel. La Plaza e Ka'na Nah vennero costruiti in seguito per far fronte al maggior numero di peregrini giunto sul luogo.